# Марбл (іграшка)

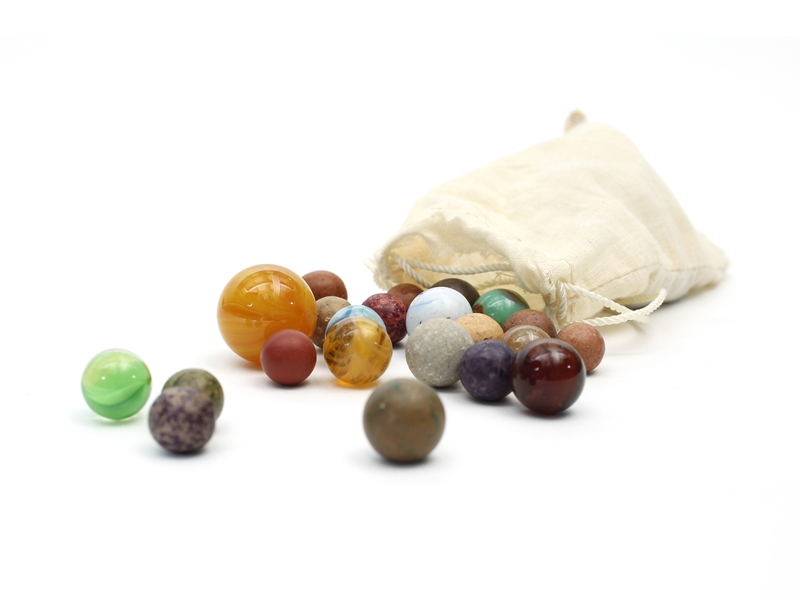
Колекція марблів, музей Індіанаполіса

Марбл (англ. marble — «мармур») — різнокольорова кулька зі скла, глини, сталі або агату, що використовується в різних іграх, що носять загальну назву «марблс». Також є предметом колекціонування.

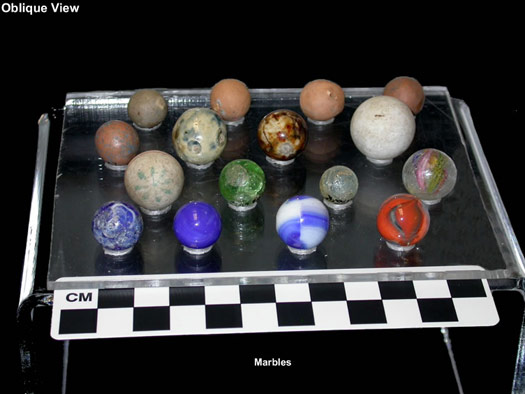
Історичні марбли

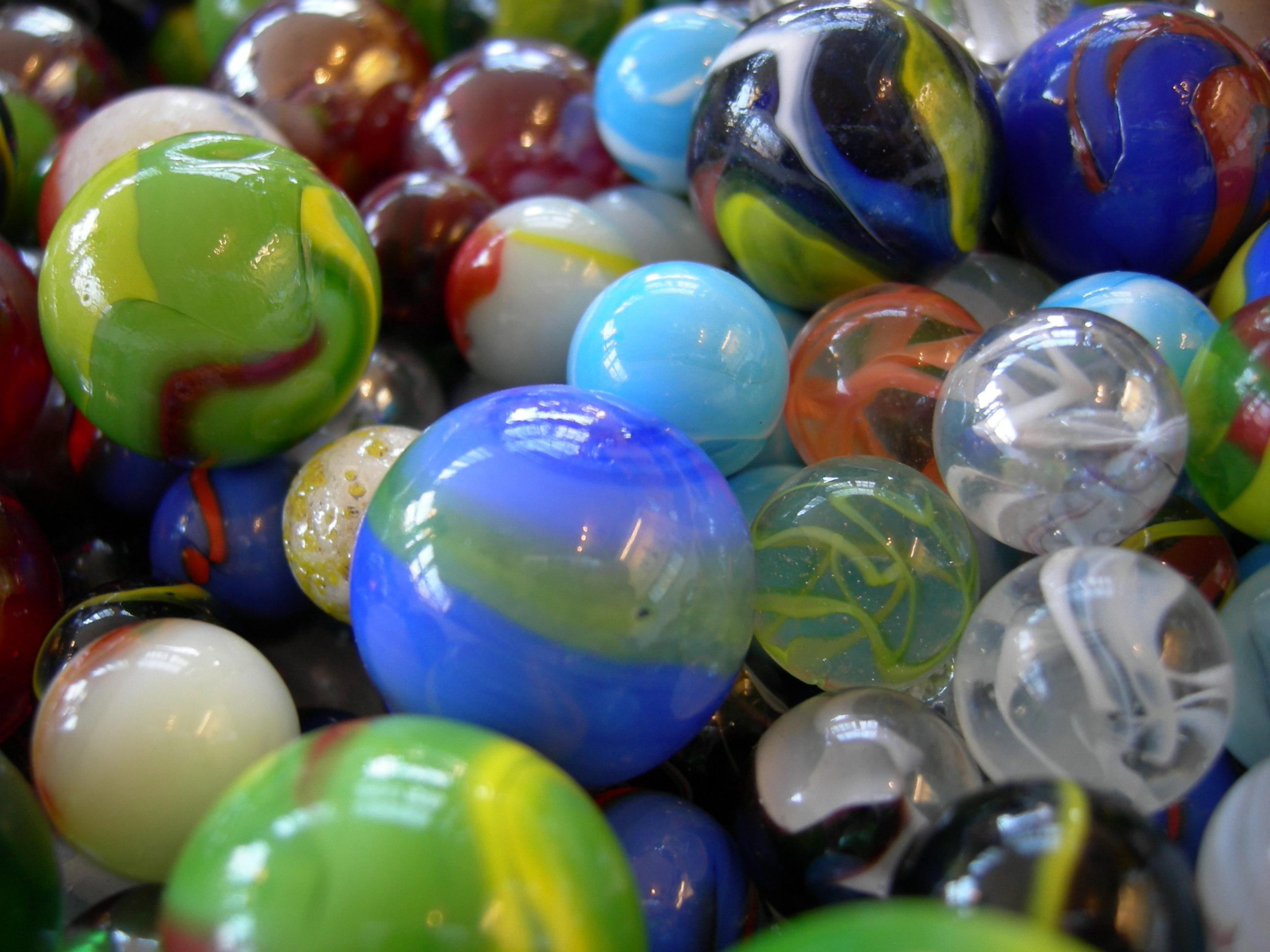
Скляні марбли

Кульки розрізняються за розміром. Найчастіше вони мають розмір близько 0.5 — 1 дюйма (1,25 — 2,5 см) в діаметрі, але їх розмір може варіюватися від менш ніж 1/30 дюйма (0.111 см) до більше трьох дюймів (7,75 см)
На півночі Англії ці кульки та ігри з ними відомі під назвою «англ. taws», а великі taws називають «пляшковими шайбами».
Ймовірно вперше з'явилися за часів індійської цивілізації на території сучасного Пакистану, неподалік від річки Інд. Різні марбли, зроблені з каменю, були знайдені на розкопках поблизу Мохенджо-Даро. Марбли також часто згадуються в римській літературі, є багато знахідки з давнього Єгипту. Вони, як правило, були зроблені з глини, каменю або скла.
В 1846 році німецький склодув винайшов пристрій для виготовлення марблів, а перше масове виробництво кульок з глини було розпочато в США в місті Акрон, штат Огайо на початку 1890-х років. У 1903 році Мартін Фрідріх-Крістенсен, також з Акрона вперше виготовив скляні кульки машинним способом на своїй запатентованій машині.

## Ігри
В різних країнах існують різні варіанти гри в марбли. Наприклад, в грі «Рінжер» намагаються вибити своїми кульками чужі з накресленого на піску кола. В грі «Роллі» намагаються вибити чужі кульки з невеличких отворів у землі.